# Sam Nivola
Samuel John Nivola, dit Sam Nivola, né le 26 septembre 2003 à Londres, Angleterre (Royaume-Uni) est un acteur britannico-américain.
Il est le fils de l’acteur américain Alessandro Nivola et de l’actrice britannique Emily Mortimer.
Il a notamment joué dans les films White Noise (2022) et Eileen (2023), la mini-série américaine The Perfect Couple (2024) et la saison 3 de la série The White Lotus (2025).

## Enfance
Samuel Nivola est l'aîné de deux enfants, né de l'actrice britannique Emily Mortimer et de l'acteur américain Alessandro Nivola,. Sa sœur cadette, May (née en 2010), est également actrice,. Il a passé ses plus jeunes années à Notting Hill, dans la banlieue de Londres, puis a ensuite grandi dans un quartier de Brooklyn, à New York. Il a fréquenté l'école Saint Ann's puis l'université Columbia.

## Carrière
Samuel Nivola fit ses premiers pas en tant qu'acteurs dans la série britannique Doll & Em (2013) où il joue aux côté de sa mère.
Pendant la pandémie de COVID-19, en 2020, il écrit et réalise un court-métrage intitulé Neighborhood Watch qui sera intégré dans l'anthologie With/In réunissant différents courts-métrages filmés par smartphones dont le thème est la vie pendant les confinements de cette période.
En 2021, sa sœur et lui font une apparition dans un épisode de la mini-série britannique The Pursuit of Love, adaptée par leur mère pour BBC One sur la base du roman éponyme de Nancy Mitford. Ils jouent de nouveau ensemble en 2022 dans la comédie dramatique White Noise dans le rôle de deux des trois enfants de la famille suivie par le film.
En 2023, il joue le fils de Leonard Bernstein, Alexander, dans le film Maestro.
En 2025 il joue le rôle de Lochlan Ratliff dans la troisième saison de The White Lotus.

## Filmographie

### Cinéma
- 2014 : River of Fundament de Matthew Barney
- 2021 : Neighborhood Watch (dans With/In) de lui-même
- 2022 : White Noise de Noah Baumbach : Heinrich
- 2023 : Eileen de William Oldroyd : Lee Polk
- 2023 : Maestro de Bradley Cooper : Alexander Bernstein
- 2025 : Driver's Ed de Bobby Farrelly

### Télévision
- 2013 : Doll & Em d'Emily Mortimer : Ariel (rôle récurrent, 6 épisodes)
- 2021 : The Pursuit of Love d'Emily Mortimer : Matt (rôle secondaire, 1 épisode)
- 2024 : Un couple parfait (The Perfect Couple) de Jenna Lamia, réalisée par Susanne Bier : Will Winbury (saison 1, rôle principal)
- 2025 : The White Lotus de Mike White : Lochlan Ratliff (saison 3, rôle principal)